# Les Fatals Picards
Les Fatals Picards is een Franse band die in meerdere muziekgenres actief is.
De groep werd in 2000 opgericht door Ivan. De groep werd langzaamaan bekend door hun vele concerten (300 op 5 jaar tijd). Een van de inspiraties van de groep is de band Les VRP. De teksten van de liedjes zijn vaak komisch en hebben een accent uit Picardië. Ivan is de enige die nog uit deze streek komt.
In 2006 tekende de groep bij Warner Music voor hun album Pamplemousse mécanique. Op 6 maart 2007 werd de groep gekozen om Frankrijk te vertegenwoordigen op het Eurovisiesongfestival 2007 met het lied L’amour à la française.

## Discografie
- Amiens c'est aussi le tien - D.I.Y. (2000)
- Navet Maria - Next Music - (2001)
- Droit de véto - Next Music - (2003)
- Picardia Independenza (2005)
- Pamplemousse mécanique (2007)